# 斯卡迪山
斯卡迪山 (英語：Skadi Mons) 是金星上一座坐落在麦克斯韦山脉中的山丘，位于伊什塔尔高地中心，为金星表面的最高点，高度约10,700米（约35,000英尺），大于该行星的平均半径。

## 另请参阅
- 金星四方格区列表
- 金星上的山脉列表